# Тэн Зан: Последняя миссия
«Тэн Зан: Последняя миссия» (итал. Missione finale) — фантастический боевик 1988 года, снятый итальянским режиссёром Фердинандо Бальди (под псевдонимом Тед Каплан) в Северной Корее. В роли главного героя-наёмника снялся известный актёр фильмов категории «Б» Фрэнк Загарино, а роль главного злодея исполнил Чарльз Роберт Дженкинс, американский перебежчик во время войны в Корее.

## Сюжет
Группа известных учёных работают над экспериментами на Дальнем Востоке. Они открыли вещество, которое проникает в клетки человека и вносит изменения в хромосомы и гены. Эти эксперименты проводятся на молодых девушках, похищенных из местных деревень. Их доставляют в "центр", который усиленно охраняют наемники. Лидером ученых является литовский биолог, профессор Ларсон, который мечтает о создании высшей расы, которая будет править миром. Научные организации в Азии и Европе знают об этих экспериментах и решают что-то с ними сделать. Для этого они нанимают группу бывших бойцов-коммандос, которая не провалила ни одной операции.